# Per ordine del granduca
Per ordine del granduca (My Official Wife) è un film muto del 1926 diretto da Paul L. Stein. Nel 1914 era stato distribuito, protagonista Clara Kimball Young, un film dallo stesso titolo ma dalla storia diversa.

## Produzione
Il film fu prodotto dalla Warner Bros. Pictures

## Distribuzione
Distribuito dalla Warner Bros. Pictures, il film uscì nelle sale cinematografiche statunitensi il 16 ottobre 1926. In Bulgaria gli venne dato il titolo Izkuplenieto na velikiya knyaz, in Spagna Los cadetes del zar.

### Date di uscita
- Austria  1927 (con il titolo Meine offizielle Frau)
- Germania  1928 (con il titolo Meine offizielle Frau)
- Finlandia   23 marzo 1928 (con il titolo Virallinen vaimoni)
- Portogallo  2 luglio 1928 (con il titolo Cadetes do Czar)

### Censura
Nella versione distribuita in Italia la censura italiana eliminò la scena in cui si vedono le gambe di Olga Romoff distesa sul divano.